# Ágnes Hankiss
Ágnes Hankiss (n. Ágnes Erdős, 7 martie 1950, Budapesta - 17 august 2021, Budapesta  ) a fost o politiciană maghiară și aleasă membru al Parlamentului European (europarlamentar) alături de Fidesz, membru al Partidului Popular European . 

## Vezi si
- Alegeri pentru Parlamentul European din 2009 în Ungaria